# 宽叶黄刺条
宽叶黄刺条（学名：Caragana frutex var. latifolia）为豆科锦鸡儿属下的一个变种。

## 扩展阅读
- 維基物種上的相關：宽叶黄刺条